# President de la República de la Xina
El president de la República de la Xina (中華民國總統 Zhōnghuá Mínguó zǒngtǒng) és l'autoritat més important de la República de la Xina. El seu mandat està limitat només a dues legislatures sense oportunitat de reelecció.

## Atribucions
La Constitució de 1947 de la República de la Xina preveu un sistema presidencialista en el qual els membres de l'Assemblea Nacional, elegits democràticament, nomenen el president i el vicepresident.
El president de la República ostenta la prefectura de l'estat i la seva representació exterior. És el comandant suprem de les forces armades, pot declarar la guerra, negociar la pau, promulgar lleis i dictar decrets i nomenar i cessar el president del govern i als funcionaris.
Quan va entrar en vigor la Constitució es va considerar que la situació formal de guerra civil amb els responsables de la República Popular de la Xina encara no havia acabat i es van aplicar unes disposicions temporals que, a la pràctica, enfortien el paper del president, prohibien els partits polítics, excepte el Kuomintang, i derivaven en un sistema autoritari.
Fins al 1994 no es va poder aplicar la Constitució per a unes eleccions amb garanties democràtiques normals.

## Llista de presidents
Des de l'entrada en vigor de la Constitució, el 1948, els presidents de la República de la Xina han estat els següents:
| Règim constitucional de 1947 (1947-present) |                   |                              |                     |                     |                                |
| 1                                           |                   | Chiang Kai-shek (1887-1975)  | 20 de maig de 1948  | 21 de gener de 1949 | Partit Nacionalista Xinès      |
| 1                                           | 0 anys, 246 dies  | Chiang Kai-shek (1887-1975)  |                     |                     | Partit Nacionalista Xinès      |
| -                                           |                   | Li Zongren (1890-1969)       | 21 de gener de 1949 | 1 de març de 1950   | Partit Nacionalista Xinès      |
| -                                           | 1 any, 39 dies    | Li Zongren (1890-1969)       |                     |                     | Partit Nacionalista Xinès      |
| (1)                                         |                   | Chiang Kai-shek (1887-1975)  | 1 de març de 1950   | 5 d'abril de 1975   | Partit Nacionalista Xinès      |
| (1)                                         | 25 anys, 35 dies  | Chiang Kai-shek (1887-1975)  |                     |                     | Partit Nacionalista Xinès      |
| 2                                           |                   | Yen Chia-kan (1905-1993)     | 6 d'abril de 1975   | 20 de maig de 1978  | Partit Nacionalista Xinès      |
| 2                                           | 3 anys, 44 dies   | Yen Chia-kan (1905-1993)     |                     |                     | Partit Nacionalista Xinès      |
| 3                                           |                   | Chiang Ching-kuo (1910-1988) | 20 de maig de 1978  | 13 de gener de 1988 | Partit Nacionalista Xinès      |
| 3                                           | 9 anys, 238 dies  | Chiang Ching-kuo (1910-1988) |                     |                     | Partit Nacionalista Xinès      |
| 4                                           |                   | Lee Teng-hui (1923-2020)     | 13 de gener de 1988 | 20 de maig de 2000  | Partit Nacionalista Xinès      |
| 4                                           | 12 anys, 128 dies | Lee Teng-hui (1923-2020)     |                     |                     | Partit Nacionalista Xinès      |
| 5                                           |                   | Chen Shui-bian (1950)        | 20 de maig de 2000  | 20 de maig de 2008  | Partit Progressista Democràtic |
| 5                                           | 8 anys, 0 dies    | Chen Shui-bian (1950)        |                     |                     | Partit Progressista Democràtic |
| 6                                           |                   | Ma Ying-jeou (1950)          | 20 de maig de 2008  | 20 de maig de 2016  | Partit Nacionalista Xinès      |
| 6                                           | 8 anys, 0 dies    | Ma Ying-jeou (1950)          |                     |                     | Partit Nacionalista Xinès      |
| 7                                           |                   | Tsai Ing-wen (1956)          | 20 de maig de 2016  | En el càrrec        | Partit Progressista Democràtic |
| 7                                           | 8 anys, 0 dies    | Tsai Ing-wen (1956)          |                     |                     | Partit Progressista Democràtic |